# Nationalpark Zuid-Kennemerland
Der Nationalpark Süd-Kennemerland (niederländisch Nationaal Park Zuid-Kennemerland) – auch Kennemerduinen genannt – liegt an der niederländischen Nordseeküste in der Provinz Nordholland westlich der Stadt Haarlem und zwischen IJmuiden im Norden und Zandvoort im Süden. Der Nationalpark zeichnet sich durch eine naturbelassene Dünenlandschaft aus, die in Richtung Süden als Amsterdamse Waterleidingduinen fortgesetzt wird.

## Unterschutzstellung
Der Nationalpark in seiner jetzigen Ausdehnung wurde 1995 unter Schutz gestellt und umfasst eine Fläche von 38 km². Das Landschaftsbild ist durch hohe Dünen geprägt. Es kommen aber auch Wälder mit einem alten Eichenbestand und Dünenseen mit reichem Vogelbestand vor. Aufgrund der Trinkwassergewinnung trocknete das Gebiet zunächst immer mehr aus, bis die Wassergewinnung im Jahr 2003 eingestellt wurde.

## Pflegemaßnahmen
Um den Dünenbewuchs in seinem Zustand zu erhalten, werden Konikpferde, Shetlandponys und Schottische Hochlandrinder zur Beweidung eingesetzt. Andere Bereiche müssen zu diesem Zweck gemäht und von der Traubenkirsche frei gehalten werden.

## Tier- und Pflanzenwelt
Seltene Pflanzenarten wie Herzblatt und Orchideen sind im Nationalpark vorzufinden. Weitere typische Pflanzenarten in Meeresnähe sind die Strandwinde und Stranddistel. Seltenere Tierarten sind u. a. die Zauneidechse, die Kreuzkröte und die Nachtigall. Auch Bienenfresser haben hier bereits einen Brutversuch unternommen. In einem umzäunten Bereich von 300 Hektar Fläche (Kraansvlak) leben seit 2007 inzwischen 24 Wisente der Flachlandlinie (Stand 2013), von denen der größte Teil dort geboren wurde. Sie sollen die Dünen vor der völligen Verbuschung schützen und gleichzeitig mit ihrer Losung den kargen Sandboden düngen, um ein breites und ursprüngliches Artenspektrum an Pflanzen und Insekten wiederherzustellen. Der Versuch ist bisher gut gelungen, und zwar ohne Zufütterung im Winter. Damit leben dort nun wieder die ersten Wisente seit vielen Jahrhunderten, wenn auch bislang nur in eingeschränkter Freiheit. Das Gelände kann von einem frei zugänglichen Aussichtsturm aus eingesehen werden.

## Geschichte

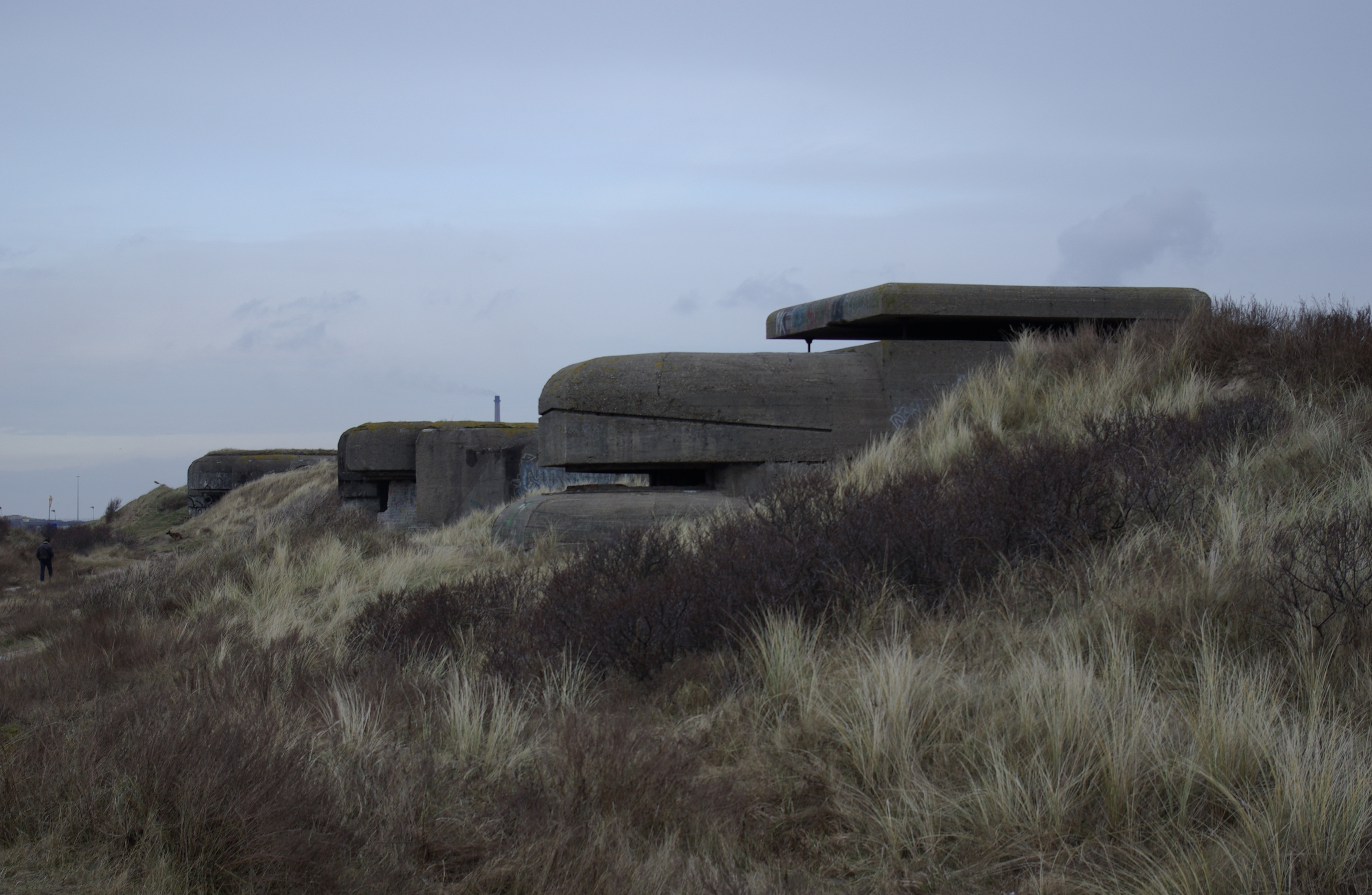
Küstenbatterie Heerenduin, IJmuiden an Zee

In Teilen des Nationalparks wurden archäologische Funde einer frühen Besiedlung des Gebiets gemacht. 
Im Norden bei IJmuiden an Zee, einem Ortsteil von Velsen, wurden während des Zweiten Weltkriegs von der Organisation Todt im Auftrag der deutschen Wehrmacht zahlreiche Bunker für den Atlantikwall errichtet. Die Ruinen, wie z. B. die Heerenduinbunker, sind heute teilweise Rijksmonumente, können betreten werden und in IJmuiden gibt es ein Bunkermuseum.
In den Dünen bei Bloemendaal wurden an verschiedenen Stellen während des Zweiten Weltkriegs insgesamt 422 Niederländer wegen Widerstandshandlungen durch die deutsche Besatzungsmacht hingerichtet und verscharrt. 372 Opfer wurden auf den dazu neu errichteten Ehrenfriedhof Bloemendaal umgebettet und an den Hinrichtungsplätzen erinnern Gedenksteine an die Taten.